# Jöns Rundbäck
Jöns Rundbäck, född 21 oktober 1830 i Barnarps församling i Jönköpings län, död 29 oktober 1895 i Säve församling i Göteborgs och Bohus län, var en svensk politiker, riksdagsledamot för bondeståndet 1862–1863 och 1865–1866 samt ledamot av andra kammaren 1867–1890. Han var bror till Abraham Rundbäck.
Rundbäck fick 1850 efter folkskollärarexamen ordinarie tjänst i Växjö. Sedan han avlagt organistexamen blev han 1855 organist och klockare i Säve socken på Hisingen. Rundbäck valdes vid 1862–1863 års riksdag till representant i bondeståndet. Vid 1865/66 års ståndsriksdag företrädde han bondeståndet i Askims, Västra Hisings, Östra Hisings och Sävedals härader.
Efter representationsförändringen var Rundbäck åren 1867–1890 utan avbrott ledamot av andra kammaren. Rundbäck, som 1862 haft plats i expeditionsutskottet, 1867 i särskilda utskottet och 1868–1870 i bankoutskottet kom snart att inta en framskjuten plats i lantmannapartiets strävanden. Medlem av dess niomannaråd, invaldes han också 1871–1877 i det mäktiga statsutskottet. Skiljaktiga åsikter i försvarsfrågan åstadkom dock en rämna i vänskapen, och 1878 avlägsnades han från båda dessa poster samt förflyttades till konstitutionsutskottet, liksom han berövades den plats som suppleant i Riksbankens styrelse, som han innehaft sedan 1874. Det skedda kom heller aldrig att fullt repareras, utan Rundbäck intog under de följande åren en mera tillbakadragen ställning som ledamot av bankoutskottet 1879 och av konstitutionsutskottet 1880–1882.
Under denna sin tidigare riksdagstid, då Rundbäck även 1871–1872 var statsrevisor, hade han särskilt visat intresse för folkskollärarnas löneregering samt med större eller mindre framgång motionerat bland annat om införande av undervisning i husliga göromål och handaslöjd vid lärarinneseminarierna (1865), om lag rörande minderårigas användning vid fabriker (1870) och om båtsmanshållets sättande å vakans (1872). Vid 1883 års riksdag kom Rundbäck åter att spela en ingripande roll, då han jämte brodern Abraham Rundbäck högst väsentligt bidrog till att bringa de Posseska förslagen i försvars- och skattefrågorna på fall och i landet blåste till liv en rörelse för bibehållande av indelningsverket.
1884 valdes han åter till ledamot av konstitutionsutskottet, men förhoppningarna om ett mera stadigvarande inflytande grusades, trots enstaka framgångar, genom 1884 års val, och "gruppen Rundbäck" fick inskränka sin verksamhet till de gemensamma voteringarna. Han koncentrerade nu i stället sin uppmärksamhet på främjande av de idéer om nyttan av tullskydd, som besjälat honom under hela hans riksdagsmannabana, och arbetade särskilt i denna riktning som ledamot av bevillningsutskottet vid januaririksdagen 1887 och 1888–1889.
Vid Nya lantmannapartiets bildande invaldes han i dess förtroenderåd. I huvudsak konservativt anlagd, särskilt i frågan om vidgad religionsfrihet, fullföljde Rundbäck i det sista sina strävanden för folkundervisningens befrämjande och hade 1889 glädjen att föra fram till seger den av honom och brodern avgivna motionen om småskollärarkårens pensionering. Han var även ledamot av sitt läns landsting 1866–1890, och var 1886–1889 dess vice ordförande.
Han är begravd vid Säve kyrka.